# دارن بولاک
دارن بولاک (انگلیسی: Darren Bullock؛ زادهٔ ۱۲ فوریهٔ ۱۹۶۹) بازیکن فوتبال اهل بریتانیا است.
از باشگاه‌هایی که در آن بازی کرده‌است می‌توان به باشگاه فوتبال سوئیندون تاون، باشگاه فوتبال بری، باشگاه فوتبال شفیلد یونایتد، باشگاه فوتبال نانیتون تاون، باشگاه فوتبال ووستر سیتی، و باشگاه فوتبال هادرزفیلد تاون اشاره کرد.